# Monte Lofty
El Monte Lofty es el punto más alto de los Montes Lofty. Se localiza a 15 km al este del centro de la ciudad de Adelaida en Australia Meridional y ofrece hermosos panoramas de la ciudad de Adelaida y las colinas. Fue por primera vez escalada por un europeo en 1831, casi siete años antes de que Adelaida empezara a ser colonizada. Fue nombrado por Matthew Flinders por su circunnavegación de Australia en 1802.
Se puede tener el acceso al monte desde varias carreteras y desde el Parque de Conservación Cleland. La cima provee muy buenas vistas panorámicas de Adelaida, y posee un café-restaurante y una tienda de regalos. 
Cerca de la cima se encuentran las torres de transmisión de las estaciones de televisión de Adelaida.
Está llegando a ser un lugar popular para turistas de Adelaida y también para los ciclistas en las carreteras que la suben hasta cierta altura y la rodean.
Ligeras nevadas son comunes en la cima, sin embargo es posible ir al Monte Lofty por dos o tres días sin ninguna nevada. El Monte Lofty es el lugar más frío en Adelaida, durante el invierno la temperatura no supera los 3-4 grados Celsius en algunos días. Es el sitio más común para hacer actividades en la nieve en Australia Meridional, con otras nevadas menos comunes en otras partes de los Montes Lofty y el norte de Australia Meridional.
En su ladera este se encuentra el Jardín Botánico del Monte Lofty.

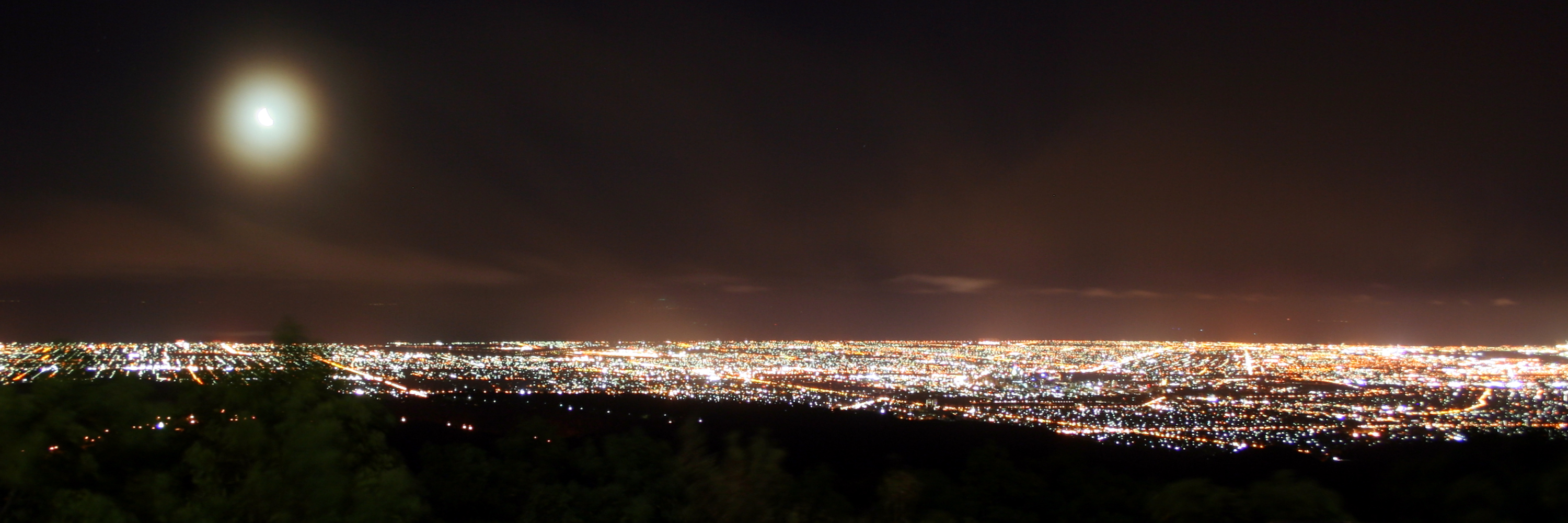
Vista de Adelaida en la noche desde la cima.

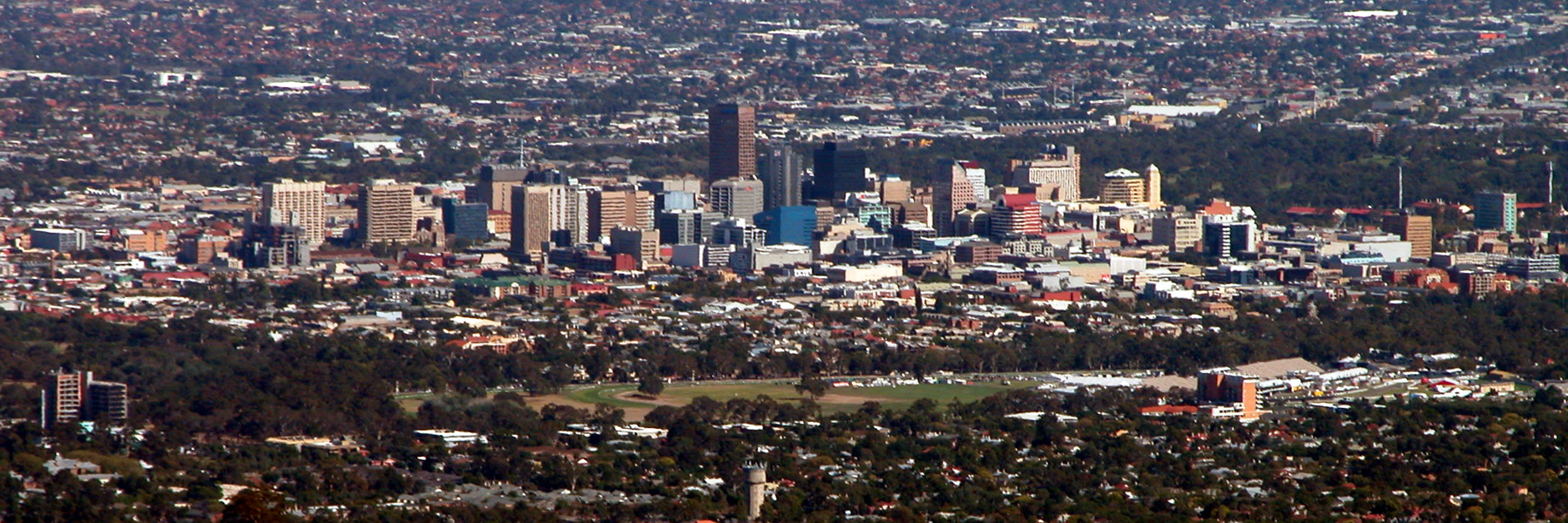
Vista de Adelaida durante el día desde la cima.